# Picea smithiana
Picea smithiana je druh jehličnatého stromu původem z Asie.

## Popis
Jedná se o strom, který dorůstá až 60 m výšky a průměru kmene až 2 m. Borka je bledě hnědá, v dospělosti nepravidelně rozpraskaná do šupin. Větvičky jsou převislé, mají za mlada bledě hnědou až bledě šedou barvu, jsou lysé. Jehlice jsou na průřezu kosočtverečné, nápadně dlouhé, asi 3,3–5,5 cm dlouhé a asi 1,3-1,8 mm široké, na vrcholu špičaté. Samičí šišky jsou jako nezralé zelené, za zralosti hnědé, válcovité až válcovitě vřetenovité, patří mezi největší mezi smrky, za zralosti jsou asi 10–118 cm dlouhé a asi 4,5–5 cm široké. Šupiny samičích šišek jsou za zralosti široce obvejčité, asi 30 mm dlouhé a asi 24 mm široké, na vrcholu celokrajné, horní okraj širce trojúhelníkovitě tupý. Semena mají křídla asi 10–15 mm dlouhá.

## Rozšíření
Picea smithiana je přirozeně rozšířen ve velehorách Asie, především Himálaj a okolí, je znám Z jižního Tibetu, Nepálu, Kašmíru v Indii, z Pákistánu, na západ dosahuje až do Afghánistánu. Ve střední Evropě se s ním potkáme v arboretech.

## Ekologie
Roste v horských lesích v nadmořských výškách 2300-3600 m n. m.